# Odio a Botero
Odio a Botero è una band hardcore punk colombiana di Bogotà. Questo gruppo musicale è considerato uno dei più popolari nel suo genere nel suo paese.
Le canzoni della band trascendono gli stereotipi del rock classico ed esprimono una critica alla stupidità e alla presunzione della società moderna.

## Storia del gruppo

### 2000 - 2009
Odio a Botero si è formata nel 2001, seguendo le orme dello stile musicale umoristico del gruppo locale chiamato Defenza.
Il gruppo ha tenuto il suo primo concerto nel 2002, nell'evento chiamato Rock al Parque, facendosi conoscere dal pubblico di Bogotà.
Nel 2003 pubblicano l'album Odio a Botero...ahora con más punk, il primo album del gruppo, molto apprezzato dalla stampa specializzata, soprattutto per la sua qualità musicale.
Questo gruppo non è riconosciuto solo per la sua musica, ma anche per le sue idee e per i punti di vista del suo cantante, René Segura, che esprime sinceramente ciò che pensa, direttamente, al punto da esserne diventato una figura singolare pubblico a Bogotà.
Nel 2005 hanno pubblicato un CD chiamato Lechonería Manson. Alla fine di quello stesso anno, i membri del gruppo sono riusciti a contattare Iván Benavides, il famoso produttore di Carlos Vives, per continuare con il loro progetto musicale.
Nel 2006 hanno presentato per la prima volta i premi Odio a Botero, un concerto-parodia annuale in cui il gruppo assegna i premi per la peggiore musica in Colombia, per categoria. Nello stesso anno, facendo satira su scala nazionale, René Segura si è lanciato ufficiosamente come candidato alla presidenza della repubblica, durante un'intervista con l'allora presidente Álvaro Uribe Vélez. Questo fatto ha suscitato reazioni diverse tra i media e l'opinione pubblica, che lo ha definito o un pazzo o il candidato più sensato, senza promettere nulla e semplicemente cercando di capire cosa si poteva fare per il paese durante il suo mandato di presidente.
Nel 2007, il gruppo ha presentato il suo album Kill the cuentero, che, per la sua qualità musicale, è stato catalogato dalla rivista Semana come uno dei migliori album colombiani di quell'anno.

### Dal 2010
Nel 2010, il gruppo è andato in pausa e poi ha continuato, producendo nel 2011 la colonna sonora del film del regista Carlos Moreno intitolato Todos tus muertos. Successivamente, non hanno avuto più attività fino alla fine del 2013, quando i membri del gruppo hanno annunciato il loro ritorno con due concerti a Bogotà e in altre città della Colombia.
Al ritorno sulla scena musicale, i commenti del chitarrista della band sono stati: "...la ripresa delle attività non è nata dalla voglia di continuare sul palco o di continuare ad usare il microfono, è semplicemente il risultato dell'allineamento degli elementi necessari che ci ha fatto convergere di nuovo, sentendoci inutili come prima e assaporando l'opportunità di scuotere strumenti musicali e idee con rumore...".
Nel dicembre 2017, la banda ha pubblicato il terzo album ufficiale intitolato Bardo, tornando definitivamente sulla scena punk colombiana locale. Inoltre, la canzone Fuck the tomba faceva parte della colonna sonora del documentario dell'attore colombiano Hernando Casanova, personaggio menzionato in detta canzone.

## Il nome
Il nome Odio a Botero (Odio verso Botero), ha origine da una canzone della band, per prendere in giro il pittore e scultore colombiano Fernando Botero, che i membri della band descrivono come una persona mediocre. Nel 2006, questa opinione suscitò una grande polemica, riflessa nel rifiuto del pubblico di Medellín (poi riconsiderato), per la partecipazione della band all'edizione di quell'anno del Festival Internacional Altavoz, tenutasi in quella città, lo stesso luogo in cui il è nato l'artista.

## Membri

### Membri correnti
- René Segura (cantante)
- Jaime Angarita (chitarrista )
- Alejandro Pinzón (bassista)
- Juan David Rojas (batterista)
- Carolina Cantor (cantante)

### Ex membri
- Gabriela Ponce (cantante)
- Santiago Vilá (batterista)
- Hellman Fábregas (batterista)
- Gregorio Merchán (batterista)

## Discografia
- 2002 - The Omar Nelson Experience. Intolerancia Colombia [14]
- 2003 - Odio a Botero. Sum Records [4]
- 2005 - Lechonería Manson. Perfect Records [6][15]
- 2007 - Kill the cuentero. Surfonic [8]
- 2017 - Bardo. Intolerancia Colombia [2][10]
- 2017 - The legend of Odio a Botero. Indipendente [16]